# Sanshiliujiao Hu
Sanshiliujiao Hu är en sjö i Kina. Den ligger i provinsen Fujian, i den sydöstra delen av landet, omkring 80 kilometer sydost om provinshuvudstaden Fuzhou. Sanshiliujiao Hu ligger 6 meter över havet. Arean är 0,71 kvadratkilometer. Den ligger på ön Haitan Dao. Den sträcker sig 1,6 kilometer i nord-sydlig riktning, och 1,5 kilometer i öst-västlig riktning.
Genomsnittlig årsnederbörd är 1 968 millimeter. Den regnigaste månaden är augusti, med i genomsnitt 360 mm nederbörd, och den torraste är oktober, med 16 mm nederbörd.